# Lancia Thesis
Lancia Thesis je avtomobil višjega razreda, ki ga je med letoma 2002 in 2009 proizvajala italijanska tovarna Lancia. Na razpolago so bili bencinski in dizelski motorji z obsegom od 2.0 L do 3.2 L, kot vrstni 5-valjni ali V6 motor. Thesis je bil osnovan na konceptu Lancie Dialogos.
Opremljen je s 6-stopenjskim ročnim ali 5-stopenjskim avtomatskim Comfortronicom (ne pri 2.0 izvedbi) menjalnikom. Notranjost je urejena z mahagonijevim lesom, usnjem ali alkantaro v imitaciji jelenovine, ki je bila pri Lancii že dolgo priljubljena.
Kljub zelo bogati stopnji opremljenosti in dobri kakovosti izdelave je bila prodaja Thesisa sorazmerno slaba, verjetno zaradi retro, a hkrati tudi futurističnega dizajna in slabega trženja, tako da prodajne številke precej zaostajajo za predhodnikom Lancio Kappa.

## Različice
| Model                   | Moč (KM)       | Navor (v Nm)  | Prostornina | Motor           | Najvišja hitrost (v km/h) | Leta   |
| ----------------------- | -------------- | ------------- | ----------- | --------------- | ------------------------- | ------ |
| 2.0 Turbo 20V ročni     | 185 @ 5500 rpm | 308 @2200 rpm | 1998 cc     | vrstni 5-valjni | 224                       |        |
| 2.4 20V ročni           | 170 @ 6000 rpm | 226 @3500 rpm | 2446 cc     | vrstni 5-valjni | 217                       |        |
| 2.4 20V avtomatski      | 170 @ 6000 rpm | 226 @3500 rpm | 2446 cc     | vrstni 5-valjni | 215                       |        |
| 3.0 V6 24V avtomatski   | 215 @ 6300 rpm | 263 @4800 rpm | 2959 cc     | V6              | 234                       |        |
| 3.2 V6 24V avtomatski   | 230 @ 6200 rpm | 289 @4800 rpm | 3179 cc     | V6              | 240                       |        |
| 2.4 JTD                 | 150 @ 4000 rpm | 305 @1800 rpm | 2387 cc     | vrstni 5-valjni | 210                       |        |
| 2.4 Multijet avtomatski | 175 @ 6000 rpm | 330 @1750 rpm | 2387 cc     | vrstni 5-valjni | 225                       |        |
| 2.4 Multijet ročni      | 175 @ 6000 rpm | 380 @2000 rpm | 2387 cc     | vrstni 5-valjni | 225                       |        |
| 2.4 Multijet avtomatski | 185            | 330 @1750 rpm | 2387 cc     | vrstni 5-valjni | 222                       | 2006 - |

## Lancia Thesis Stola S85
Leta 2004 je Stola S.p.A. na Ženevskem avtosejmu predstavila 60 cm daljšo (5,49 m dolgo) različico, imenovano Stola S85. Številka 85 pomeni 85 let obstoja podjetja Stola. Avtomobil je v notranjosti opremljen z bež usnjem in električno nastavljivima prednjima sedežema. Avto ima prav tako minibar s hladilnikom, multimedijski sistem s GPS napravo, dostopom do interneta, faksom in DVD predvajalnikom. Z 230 PS (227 hp/169 kW) in vso to dodatno opremo tehta avto 2030 kilogramov in pospeši od 0 to 100 km/h v 9,2 sekunde, najvišja hitrost pa znaša 230 km/h.